# Gejaagd door de wind
Gejaagd door de wind (Engelse titel: Gone with the Wind) is een roman van de Amerikaanse schrijfster Margaret Mitchell, voor het eerst uitgegeven in 1936. Het is ook de titel van een succesvolle film gebaseerd op het boek van Mitchell.
De hoofdpersoon van het boek is Scarlett O'Hara, een vrijgevochten jonge vrouw uit de Amerikaanse staat Georgia. Het verhaal gaat grotendeels over haar omgang met vrienden, familieleden en minnaars in de periode voor, tijdens en na de Amerikaanse Burgeroorlog. In Rhett Butler, een sluwe man met een niet al te respectabele reputatie, ontmoet zij haar gelijke, en tussen de twee ontstaat een soort haat-liefdeverhouding. Hoewel het boek in eerste instantie over de relatie tussen de diverse hoofdpersonen gaat, biedt het ook een goed overzicht van de burgeroorlog en de nasleep daarvan.
Zowel het boek als de Oscar-winnende film is nog altijd populair. Aan het boek werd in 1937 de Pulitzerprijs toegekend. De film, geproduceerd door David O. Selznick en geregisseerd door George Cukor, kwam uit in 1939. De hoofdrollen werden vertolkt door Vivien Leigh (Scarlett) en Clark Gable (Rhett).
In 2014 is een Nederlandse theaterversie van Gejaagd door de wind opgevoerd met Anna Drijver in de rol van Scarlett O'Hara en Nasrdin Dchar in de rol van Rhett Butler. De regie is in handen van Madeleine Matzer, de muziek geschreven door Helge Slikker.

## Nederlandse vertaling
De Nederlandse vertaling van W.J.A. Roldanus met illustraties van Anton Pieck verscheen in 1937 bij de Zuid-Hollandsche Uitgevers Maatschappij. De laatste is de 37e druk, die in 2007 verscheen bij uitgeverij De Boekerij.